# Lift (Magazin)
LIFT das Stuttgartmagazin ist ein monatlich erscheinendes Stadtmagazin  für Stuttgart  und die Region. Das Heft wird größtenteils im Eigenvertrieb über den Einzelhandel und im Handverkauf vertrieben.

## Beschreibung
Gegründet wurde es 1991 von Gerald Domdey und Matthias Graupner, als die Vorgänger-Zeitschrift Live an den  Jahreszeiten Verlag, Herausgeber des Stadtmagazins  Prinz, verkauft wurde. Teile der Redaktion fürchteten eine Kommerzialisierung des Blattes, so wurde LIFT gegründet.
Im September 2012 wurde das Magazin einem Relaunch unterzogen, dabei erhielt es ein neues Layout. Zum Erscheinen der Dezemberausgabe am 26. November 2014 wurde die Homepage überarbeitet. Seitdem  ist LIFT auch als E-Paper erhältlich.
Das Magazin berichtet über Trends, Nachrichten und Menschen aus Stuttgart und Region. In einem Veranstaltungskalender erscheinen Termine in den Bereichen Film, Theater, Kunst, Literatur und Party.
Dazu veröffentlicht der Verlag regelmäßig Sonderpublikationen. Im Gastronomieführer Stuttgart geht aus werden die besten Restaurants, Cafés, Kneipen und Clubs in der Region vorgestellt und in Testberichten bewertet. Stuttgart kauft ein stellt ausgewählte Geschäfte und Einzelhändler vor. Stuttgart für Kinder liefert Tipps und Adressen für Eltern und Kinder. Jeweils zu Semesterbeginn veröffentlicht der Verlag den Uni-Tipp, ein kostenloses Magazin für Studenten, das in Hochschulen und Universitäten ausliegt.
2013 erschien erstmals Stuttgart fliegt aus als Sonderheft mit Ausflugszielen in Baden-Württemberg, 2014 kam Stuttgart feiert als Nachschlagewerk für Veranstaltungsorganisation auf den Markt. Zudem ist LIFT für die Lange Nacht der Museen und die stuttgartnacht (vormals stuttgarter kulturnacht) verantwortlich.
Rückwirkend zum 1. Januar 2016 wurde das Magazin an die Stuttgarter Zeitung Verlagsgesellschaft verkauft. Im ersten Quartal 2017 betrug die verkaufte Auflage 10.264 Exemplare.